# مایکوباکتریوم سیمیه
مایکوباکتریوم سیمیه (نام علمی: Mycobacterium simiae) نام یک گونه از سرده مایکوباکتریوم است.